# Fausto Papetti: Sax alto e ritmi
Fausto Papetti: Sax alto e ritmi è il primo album del sassofonista italiano Fausto Papetti, pubblicato nel 1960 sotto l'etichetta Durium, dopo l'eccezionale successo di vendite ottenuto l'anno precedente con il 45 giri contenente Estate violenta (brano riproposto in questo disco).

## Tracce
Lato A
1. Sleep Walk – 2:42 (Farina)
2. Till – 2:32 (Sigman-Danvers)
3. La dolce vita – 2:32 (Rota)
4. Estate violenta – 2:30 (Nascimbene-Pazzaglia)
5. Too Much Tequila – 2:32 (Pinchi-Burgess)
6. Morgen – 2:38 (Deani-Filibello-Noesser)
7. La bonheur (La mia felicità) – 2:15 – (I compositori non vengono citati, né sulla copertina né sull'etichetta)
8. Sulla sabbia – 2:28 (Bacci-Garlato-De Mosi)

Durata totale: 20:09
Lato B
1. Words (Semplici parole) – 2:09 (Bertini, Singleton, Cavanaugh)
2. Gabbie – 2:04 (Allen, Ruben)
3. Scandalo al sole – 2:40 (Steiner)
4. Cheek to Cheek – 1:57 (Irving-Berlin)
5. Ebb Tide (Bassa marea) – 2:00 (Maxwell)
6. Mare incantato (The Enchanted sea) – 2:57 (Metis-Starr)
7. Tema dal film L'appartamento – 2:28 (Williams)
8. Nessuno al mondo – 2:36 (Crafer-Nebb)

Durata totale: 18:51

## Formazione
- Fausto Papetti - sassofono alto